# 艾氏單頜鰻
艾氏單頜鰻為輻鰭魚綱囊鰓鰻目單頜鰻科的其中一種，分布於西北太平洋海域，屬深海魚類，棲息深度可達950公尺，本魚頭長、鼻長，下顎筆直，體色褐色，背鰭軟條80枚;臀鰭軟條52枚，體長可達5.6公分。

## 擴展閱讀
維基物種上的相關：艾氏單頜鰻